# Rozdzielczość 2K
Rozdzielczość 2K – rozdzielczość pozioma około 2000 pikseli na ekranie wyświetlającym. Digital Cinema Initiatives (DCI) definiuje standard rozdzielczości 2K jako 2048 × 1080.

Schemat rozdzielczości, w tym 2K

W branży projekcji filmowej DCI jest dominującym standardem dla rozdzielczości 2K.

## Proporcje 2K
| Format                         | Proporcje   | Stosunek szer. na wys. ekranu | Piksele   |
| ------------------------------ | ----------- | ----------------------------- | --------- |
| DCI 2K (Rozdzielczość natywna) | 2048 × 1080 | 1.90:1 (256:135, ~17:9)       | 2,211,840 |
| DCI 2K (Obraz panoramiczny)    | 1998 × 1080 | 1.85:1                        | 2,157,840 |
| DCI 2K (CinemaScope)           | 2048 × 858  | 2.39:1                        | 1,755,136 |

## W porównaniu do 1080p
Czasami mówi się, że rozdzielczość 1080p jest tym samym co rozdzielczość 2K. Jednak chociaż 1920x1080 można uznać za rozdzielczość poziomą około 2000 pikseli, większość materiałów, w tym treści internetowe i książki dotyczące produkcji wideo, odniesienia do filmów i definicje ich twórców, traktują rozdzielczości 1080p i 2K jako oddzielne standardy.
Chociaż 1080p ma taką samą rozdzielczość pionową jak rozdzielczości DCI 2K (1080 pikseli), ma mniejszą rozdzielczość poziomą, która wynosi 1920, a nie jak w przypadku 2K 1998 pikseli.
Zgodnie z oficjalnym materiałem referencyjnym, DCI i standardy branżowe nie uznają oficjalnie 1080p za rozdzielczość 2K w literaturze dotyczącej rozdzielczości 2K i 4K.